# Oblast
Een oblast (Russisch en Oekraïens: область, Wit-Russisch: вобласць of вобласьць (Łacinka: vobłaść); Tsjechisch: oblast; Slowaaks: oblast; Bulgaars: област; Kazachs: облысы of oblısı) is een bestuurlijke eenheid in verschillende landen waaronder de Russische Federatie, Oekraïne, Wit-Rusland, Kazachstan, Kirgizië, Bulgarije, Slowakije. De oblast is te vergelijken met een bestuurlijke regio of provincie in andere landen. De naam oblast komt voor in landen met een Slavische taal en landen die voorheen deel uitmaakten van de Sovjet-Unie.
Oblasten liggen in het algemeen één niveau onder het nationale niveau en zijn verder onderverdeeld in districten, ook wel rajons genoemd. De grenzen met andere gebieden zijn vaak om economische of bestuurlijke redenen getrokken, waardoor de grootte van oblasten sterk kan verschillen. Vaak zijn ze vernoemd naar het bestuurlijk centrum van de oblast.
In enkele voormalige sovjetrepublieken is het woord oblast na 1991 omgezet naar een benaming die is afgeleid van het Arabische wilaya. Dit geldt voor Oezbekistan en Tadzjikistan (viloyat) en Turkmenistan (welayat).
In Rusland vindt sinds 2000 een omvangrijke herziening plaats van het bestuurlijk systeem. Dit omvatte het opzetten van overkoepelende federale districten en de samenvoeging (bekrachtigd door referenda) van een groot aantal krajs, oblasten, autonome districten en zelfs autonome republieken tot grotere eenheden.

## Landen met oblasten
| Bulgarije:   | Bestuurlijke indeling van Bulgarije |
| Kazachstan:  | Deelgebieden van Kazachstan         |
| Kirgizië:    | Oblasten van Kirgizië               |
| Oekraïne:    | Oblasten van Oekraïne               |
| Rusland:     | Oblasten van Rusland                |
| Wit-Rusland: | Oblasten van Wit-Rusland            |